# Association sportive Excelsior (Saint-Joseph)
 (novembre 2016).
Si vous disposez d'ouvrages ou d'articles de référence ou si vous connaissez des sites web de qualité traitant du thème abordé ici, merci de compléter l'article en donnant les références utiles à sa vérifiabilité et en les liant à la section « Notes et références ».
Ne pas confondre avec l'AS Excelsior de Papeete, club polynésien de football
Maillots
L'Association sportive Excelsior est un club de football français basé à Saint-Joseph de La Réunion, un département d'outre-mer dans l'océan Indien.

## Historique
Fondé le 6 octobre 1940 sous le nom de SS Excelsior, le club devra attendre 1974 pour remporter pour la première fois le titre de champion de la Réunion.
Après de longue années d'absence dans l'élite entre la fin des années 70 et début des années 90, le club saint-josephois font leur retour en D1P en 1994 mais vont réaliser la pire saison de l'histoire pour un club en Division à la Réunion avec 0 victoires sur 22 journées en championnat (D1P à 12). Deux années plus tard, l'Excelsior fait son retour en D1P mais se maintient in extremis et surtout profite du passage de la D1P à quatorze l'année suivante.
Durant le début des années 2000, le club aura toujours connu le haut de tableau sans parvenir à terminer champion de la Réunion. Néanmoins, il remporte la coupe de la Réunion deux fois de suite en 2004 et 2005. Lors de la saison 2005, les "Tangos" finissent meilleure défense du championnat avec 5 buts encaissés seulement en 26 matches.
En 2006, ils affrontent l'USCA Foot à deux reprises dans le cadre du tour préliminaire de la Ligue des Champions de la CAF. L'Excelsior gagne le match aller 3-1 mais perdra le match retour 2-0 à Madagascar, se faisant alors éliminer par le but à l'extérieur des Malgaches.
Le 22 novembre 2009, l'équipe se qualifie pour le 8e tour de la Coupe de France en battant 1-0 l'équipe Quimper Cornouaille FC. Mais les Tangos s'inclinent au 8e tour face au club du SCO Angers (Ligue 2) sur le score de 5-0.
En 2016, l'Excelsior parvient à atteindre les 32e de finale en disposant, en métropole, de l'Avoine Olympique Chinon Cinais, club de CFA2, puis du FC Mulhouse (CFA) à domicile. Ils affrontent en 32e de finale le LOSC Lille (Ligue 1) début janvier 2017 au stade Pierre Mauroy et se font éliminer sur le score de 4 à 1.
En 2017, Dominique Veilex devient l'entraîneur de l'équipe
En 2019, Dominique veilex fut remercié et c'est Éric assati (ancien joueur professionnel saint Josephois) qui reprend la tête de cette équipe avec son adjoint Joseph Thamon. Ensemble il gagneront en 2020 et 2023 le titre de champion de la reunion, et réalisera en 2024 le 1er Triplé du club: -Trophée des champions, champion de la reunion, coupe de la reunion.

## Palmarès
- Championnat de La Réunion de football (4)
  - Champion : 1974, 2020, 2023, 2024
  - Second : 2004, 2005, 2007, 2009, 2014

- D2R
  - 1958, 1963, 1964, 1967, 1969, 1993,1995

- Coupe de La Réunion de football (5)
  - Vainqueur : 2004, 2005, 2014, 2015, 2024
  - Finaliste : 2000, 2001
- Trophée des champions  (2)                                 
  - 2016, 2024

## Historique du logo

Jusqu'en 2021
Depuis 2022

## Matchs en Coupe de France
| Année   | Tour          | Équipe à domicile (Division) | Score          | Équipe à l'extérieur (Division) |
| ------- | ------------- | ---------------------------- | -------------- | ------------------------------- |
| 1974–75 | 7e tour       | Creil (4)                    | 2–1            | AS Excelsior                    |
| 2001–02 | 7e tour       | AS Excelsior                 | 3–3 ap 3-4 tab | Brest (3)                       |
| 2009–10 | 7e tour       | AS Excelsior                 | 1–0            | Quimper (4)                     |
| 2009–10 | 8e tour       | Angers SCO (2)               | 5–0            | AS Excelsior                    |
| 2014–15 | 7e tour       | AS Excelsior                 | 0–2            | Concarneau (4)                  |
| 2015–16 | 7e tour       | AS Excelsior                 | 1–0 ap         | AS Poissy (4)                   |
| 2015–16 | 8e tour       | AC Ajaccio (2)               | 0–0 ap 3-2 tab | AS Excelsior                    |
| 2016–17 | 7e tour       | Avoine OCC (5)               | 1–1 ap 2–4 tab | AS Excelsior                    |
| 2016–17 | 8e tour       | AS Excelsior                 | 1–1 ap 3–0 tab | FC Mulhouse (4)                 |
| 2016–17 | 32e de finale | Lille OSC (1)                | 4–1            | AS Excelsior                    |
| 2017–18 | 7e tour       | Feignies Aulnoye (5)         | 1–3            | AS Excelsior                    |
| 2017–18 | 8e tour       | AS Excelsior                 | 2–3            | Le Mans Football Club (4)       |